# Jules Culot
Jules Culot (* 2. November 1861 in Baccarat; † 17. September 1933 in Genf) war ein französischer Glaskünstler, Illustrator und Lepidopterologe.

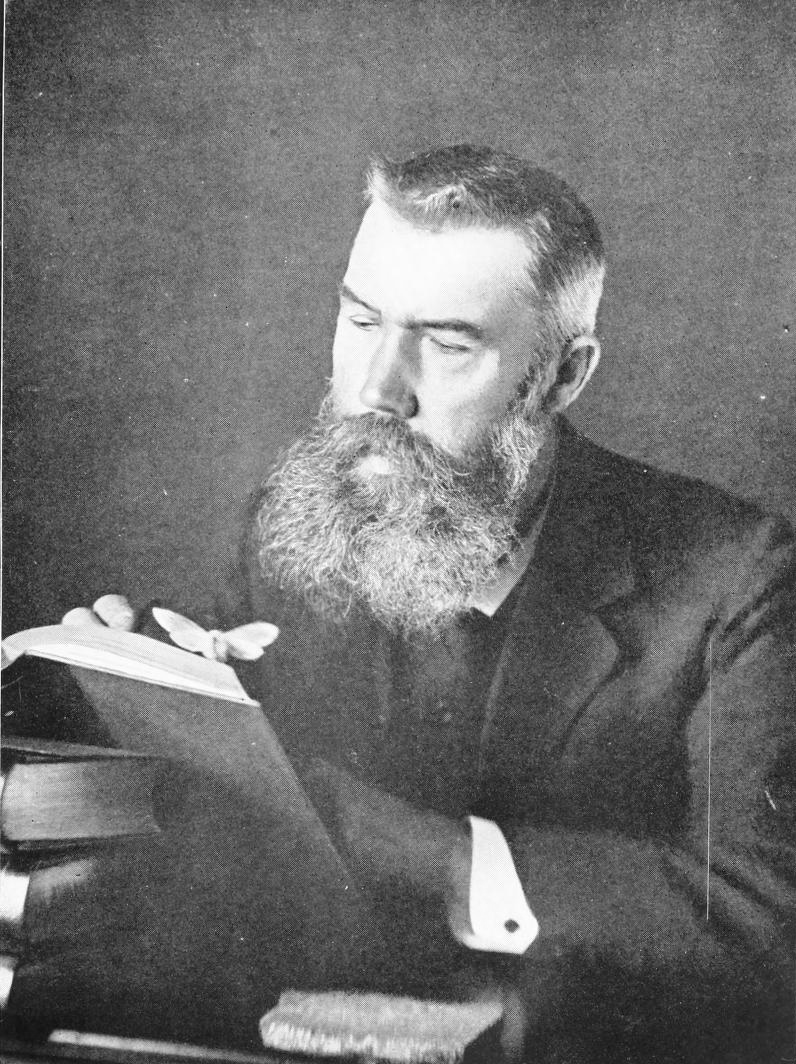
Jules Culot (1914)

## Leben
Culots Eltern waren in der Kristallglasfabrik in Baccarat beschäftigt und auch der junge Culot begann als Lehrling das Glasmacher-Handwerk zu erlernen und spezialisierte sich auf die Glas-Gravurtechnik. Daneben interessierte er sich stark für die Entomologie, im Besonderen für Schmetterlinge. Aufgrund von Differenzen mit seinen Vorgesetzten beendete er die Arbeit in der Kristallglasfabrik und nutzte seine erworbenen Kenntnisse zum Gravieren, Drucken sowie die Reproduktion von Tafeln und Zeichnungen. Durch den Ausbruch des Krieges 1870 wurde das Wohnhaus der Familie Culot zerstört, er ließ sich kurzzeitig in Paris nieder, kehrte jedoch nach Baccarat zurück, um seine Mutter zu unterstützen, arbeitete kurzzeitig wieder in der Kristallglasfabrik und nahm privaten Zeichenunterricht. 1884 übersiedelte er nach Genf, wo er vom Verkauf von Kristallglas mit Auftragsgravuren lebte. Er freundete sich mit Charles Oberthür an und beide begannen viele gemeinsame entomologische Unternehmungen. Culot erstellte zwischen 1909 und 1920 mittels Gravur insgesamt 150 Platten mit Bildern von Eulenfaltern (Noctuidae) und Spannern (Geometridae), die sämtlich von Hand, teilweise mit Assistenz seiner Töchter koloriert wurden und er erhielt wegen des künstlerischen Wertes dafür einige Preise. Beschreibungen zu den einzelnen Arten wurden hinzugefügt und das vierbändige, sehr eindrucksvolle Gesamtwerk wurde unter dem Titel Noctuelles et Géomètres d'Europe - Iconographie Complète de Toutes les Espèces Européennes herausgegeben. Er beschrieb auch neue Arten und Unterarten. Seine Schmetterlingssammlung (Lepidoptera) ging später je zur Hälfte an seine ältere Tochter in Genf und seine jüngere Tochter in Nizza, die Käfersammlung (Coleoptera) an das Naturhistorische Museum der Stadt Genf.

## Werke
- Noctuelles et Géomètres d’Europe – Iconographie Complète de Toutes les Espèces Européenn Première Partie Noctuelles, Imprimerie Oberthür, Rennes, 1909
- Noctuelles et Géomètres d’Europe Première Partie Noctuelles Volume II, Imprimerie Oberthür, Rennes, 1914–1917
- Noctuelles et Géomètres d’Europe Deuxième Partie Geómètres Volume III, Imprimerie Oberthür, 1917–1919
- Noctuelles et Géomètres d’Europe Deuxième Partie Geómètres Volume IV, Imprimerie Oberthür, 1919–1920

Ab den 1980er Jahren wurden Nachdrucke der Bücher aufgelegt.

## Nach Culot benannte Taxa (Auswahl)
Mehrere Schmetterlingsarten und Unterarten wurden zu Ehren von Culot benannt, beispielsweise Polymixis culoti (Schawerda, 1921).